# エデン・ミハロヴィチ
エデン・ペーテル・ヨージェフ・ド・ミハロヴィチ（Ödön Péter József de Mihalovich [[ˈødøn ˈmihɒlovitʃ]], 1842年9月13日 - 1929年4月22日）は、ハンガリーの作曲家・音楽教育者。独語名エドムント・フォン・ミハロヴィチ（Edmund von Mihalovich）でも知られる。

## 略歴
クロアチアの由緒ある貴族を父親にスラヴォニア地方に生まれる。最初にペシュトでミハーイ・モショニーに師事した後、1865年にライプツィヒに移ってモーリッツ・ハウプトマンに師事し、1866年にミュンヘンでペーター・コルネリウスのもとで学業を終えた。その後ペシュトに帰郷。ミュンヘンでリヒャルト・ワーグナーと知り合い、1872年にペシュト・ワーグナー協会の会長に就任している。1886年から1919年までフランツ・リストの後任として、ブダペスト王立音楽院の院長に就任した。
4つの交響曲や多数の交響詩、いくつかの演奏会用序曲、ピアノ協奏曲に加えて、6つのオペラや合唱曲、歌曲を手懸けた。《交響曲ニ長調》は、1883年にブライトコプフ・ウント・ヘルテル社によって出版されている。ミハロヴィチは、ワーグナーの作風に徹底的に影響されているが、ハンガリーのナショナリズムの支持者であり、コダーイ・ゾルターンやバルトーク・ベーラのような後進を激励した。

## 主要作品一覧
- 歌劇《鍛冶屋ヴィーラント（Wieland der Schmied ）》（1876年 - 78年）
- 歌劇《ハクバルトとジクネ（Hagbart und Signe ）》（1882年、ドレスデン）
- 歌劇《トルディの恋（Toldi Szerelme ）》（1893年）

- 交響曲 第1番 （1879年）
- 交響曲 第4番 （1902年）

## 註記
1. ↑  “Musiklexikon Online: Biography Entry identifying Ödön Mihalovich with E. von Mihalovich”. 2008年6月10日閲覧。
2. ↑  Sonneck, Oscar George Theodore: Orchestral Music (Class M1000-1268) Catalogue: Scores in the Library of Congress - Google ブックス, page 582. “OCLC link to Worldcat Information for Ödön (Edmund) Péter József von Mihalovich's D minor symphony”.   Breitkopf & Härtel (1883年). 2008年6月10日閲覧。